# Давайте вместе
Давайте вместе (исп. Vamos juntos) — мексиканский 20-серийный мелодраматический мини-сериал с элементами драмы 1979 года производства телекомпании Televisa.

## Сюжет
Лупе Пистольяс — очень скромная и невежественная женщина, которая живёт с мужем и огромным количеством детей. Она очень несчастная женщина, которая не может даже дать сдачи в случае нападения и ей приходится сталкиваться со множеством проблем, которые заставляют быть её самой бесполезной и несчастной — то соседи её постоянно оскорбляют и презирают, то супруг её бьёт, и она не способна даже дать сдачи ему. Жизнь этой женщины кардинально изменилась после того, как она стала преподавателем школы и у неё появились упорство и внутренние силы. Она чувствует, что стала нести обществу пользу и ценности.

## Создатели телесериала

### В ролях
- Сильвия Дербес — Лупе Пистольяс
- Карлос Пиньяр — Клаудио
- Анита Бланч — Роса
- Макария — Мария Елена
- Энрике Роча — Хуан Кристобаль
- Хульета Брачо — Флоренсия
- Чела Кастро — Хуана
- Росенда Монтерос — Отилия
- Мильтон Родригес — Мауро
- Тони Карбахаль — Педро
- Росарио Гальвес — Каталина
- Лус Мария Агилар — Исабель
- Сесилия Камачо — Глория
- Леон Сингер — Ренато
- Роберто "Флако" Гусман — Артуро
- Паола Хименес Понс — Сусанита
- Лили Инклан
- Лурдес Канале
- София Йоскович — текст от автора

### Административная группа
- оригинальный текст: Эстела Кальдерон, Мигель Сабидо
- операторы-постановщики: Карлос Тельес, Марта Сабалета
- режиссёр-постановщик: Карлос Веласкес
- продюсер: Ирене Сабидо